# Pietro Rava
Pietro Rava (Cassine, 21 de gener de 1916 - Torí, 5 de novembre de 2006) fou un futbolista i entrenador de futbol italià.
Com a futbolista jugà a la posició de defensa. Jugà a clubs com US Alessandria (1928-35, 1946-47), Juventus FC (1935-46, 1947-50) i Novara Calcio (1950-51). Guanyà dues copes d'Itàlia els anys 1937/38 i 1941/42 i dos scudettos, 1934/35 i 1949/50. Fou capità de la Juventus entre 1947 i 1950. Disputà un total de 352 partits a la Serie A (inclosos 303 per la Juventus), marcant 15 gols.
Amb la selecció italiana disputà 30 partits entre 1936 i 1946, perdent un únic partit i essent-ne capità el 1940. Guanyà la medalla d'or als Jocs Olímpics de 1936 i el campionat del món el 1938. Juntament amb Alfredo Foni, Sergio Bertoni, i Ugo Locatelli, Rava és un dels únics quatre italians que han guanyat ambdues competicions, els Jocs Olímpics i el Mundial.
Com a entrenador dirigí a la Sampdoria, Palermo, Calcio Padova, Monza, Alessandria, Novara Calcio, Carrarese, i AC Cuneo.
Rava fou el darrer dels campions del 1938 en morir, fet que succeí el 5 de novembre de 2006.

## Palmarès
- Lliga italiana de futbol: 1934-35, 1949-50
- Copa italiana de futbol: 1937-38, 1941-42
- Jocs Olímpics: 1936
- Copa del Món de futbol: 1938